# Gare de Felletin
Gare de Felletin vasútállomás Franciaországban, Felletin településen.

## Vasútvonalak
Az állomást az alábbi vasútvonalak érintik:
- Busseau-sur-Creuse–Ussel-vasútvonal

## Kapcsolódó állomások
A vasútállomáshoz az alábbi állomások vannak a legközelebb:
- Gare d’Aubusson